# Харитонов, Пётр Тимофеевич
Пётр Тимофе́евич Харито́нов (16 декабря 1916 — 1 февраля 1987) — участник Великой Отечественной войны, лётчик-истребитель, Герой Советского Союза (1941).

## Биография
Родился 16 декабря 1916 года в селе Княжево (ныне Моршанский район Тамбовской области). Получил среднее образование. После окончания педагогических курсов работал учителем в начальной школе № 12 города Улан-Удэ. Окончил Батайскую военно-авиационную школу лётчиков в 1940 году.
Участник Великой Отечественной войны с июня 1941 года. Лётчик 158-го истребительного авиационного полка (39-я истребительная авиационная дивизия, Северный фронт).
28 июня 1941 года Петр Харитонов вылетел в составе звена И-16 под командованием лейтенанта Дмитрия Локтюхова в свой первый боевой вылет на отражение налёта бомбардировщиков Ju-88 на город Остров Псковской области. В самый разгар боя Харитонов отсёк от группы один бомбардировщик и решил его уничтожить. Вскоре у него кончились боеприпасы. В это время стрелок «юнкерса» открыл огонь и повредил маслосистему И-16. Но истребитель ещё управлялся, и Харитонов решил не выходить из боя. Он зашёл в хвост бомбардировщику и оказался в мёртвой зоне. Чтобы расстрелять врага в упор достаточно было одной очереди, но пулемёты молчали. Тогда он прибавил скорость и винтом своего истребителя нанёс удар по рулю глубины. «Юнкерс» неуклюже перевалился на нос и стал падать. Харитонов следил за ним до тех пор, пока тот не взорвался. Только одному члену «юнкерса» удалось выпрыгнуть с парашютом, и он был взят в плен. Из-за погнутого руля истребитель охватила тряска, но он продолжал слушаться рулей. Тогда Харитонов решил не покидать повреждённой машины и произвёл посадку на своей территории. После смены винта самолёт вновь был готов к вылету. Звание Героя Советского Союза с вручением ордена Ленина и медали «Золотая Звезда» (№ 543) Харитонову Пётру Тимофеевичу присвоено 8 июля 1941 года, одному из первых в Великой Отечественной войне.
25 августа 1941 года младший лейтенант Харитонов вылетел в паре с лейтенантом Виктором Иозицей на перехват вражеских бомбардировщиков, направляющихся к Ленинграду. В районе деревни Зайцево Ленинградской
области была обнаружена группа бомбардировщиков He-111. При приближении истребителей противник попытался скрылся в облаках, но уйти ему не удалось. При выходе из облаков бомбардировщики были атакованы. Огнём из бортового оружия Харитонов поджёг один «хейнкель». Тот, круто развернувшись, попытался уйти. Тогда Харитонов дал по врагу ещё одну очередь, и тот вспыхнул ещё сильнее. Фашистский лётчик резко бросил самолёт в сторону, сбил пламя, и снова попытался уйти. Харитонов быстро настиг его и зашёл для атаки сзади. Он намеревался ударить винтом по хвосту, но воздушная струя от винтов «хейнкеля» отбрасывала истребитель вправо. Тогда, чтобы не упустить врага, Харитонов накренил самолёт и левой плоскостью отсёк кусок крыла бомбардировщика. При таране пострадал и истребитель, и Харитонов воспользовался парашютом. Немецкие лётчики тоже выбросились на парашютах и оказались выше Харитонова. Они открыли по нему огонь из пистолетов. Советский лётчик, подтянув стропы, увеличил скорость снижения. Его ведущий надёжно прикрывал его. На земле немцы били взяты в плен нашими пехотинцами. За этот подвиг младший лейтенант Харитонов награждён орденом Ленина.
В сентябре 1941 года в воздушном бою Харитонов был тяжело ранен. Член ВКП(б) с 1942 года. Вернулся в строй только в 1944 году. Воевал до конца войны в частях ПВО. Всего за время войны в воздушных боях сбил 14 самолётов противника.
После войны продолжал службу в ВВС. В 1953 году окончил Военно-воздушную академию. Был заместителем командира дивизии. С 1955 года полковник Харитонов — в запасе.
Жил в Донецке. Работал в штабе Гражданской обороны города.
Умер 1 февраля 1987 года. Похоронен в Донецке.

## Награды
- Герой Советского Союза (8 июля 1941) — за образцовое выполнение боевых заданий Командования на фронте борьбы с германским фашизмом и проявленные при этом отвагу и геройство
- Орден Ленина (8 июля 1941)
- Орден Ленина (26 ноября 1941)
- Орден Красной Звезды (30 апреля 1954)
- Орден Отечественной войны I степени (11 марта 1985)[2]
- Медали

## Память
- Имя П. Т. Харитонова носит дружина школы № 31 в Улан-Удэ (бывшая школа № 12), в которой он преподавал. С 2014 года его имя носит и сама школа.
- В честь П. Т. Харитонова названа улица в Калининском районе города Донецка.
- Картина «Таран Харитонова» (худ. В. Пакулин, Н. Пильщиков). Хранилась в Музее обороны и блокады Ленинграда, затем в Государственный музей Великой Октябрьской социалистической революции[3].
- Подвиг П. Т. Харитонова увековечен на стеле «Город воинской славы», открытой во Пскове 22 июля 2010 года.